# Théodore Garnier
Pour les articles homonymes, voir Garnier.
Théodore Garnier dit l’abbé Garnier, né le 24 décembre 1850 à Condé-sur-Noireau et mort le 21 ou le 22 août 1920 à Montmagny, est un ecclésiastique, militant et essayiste catholique français, considéré comme l'un des précurseurs du catholicisme social de la fin du XIXe siècle.

## Biographie

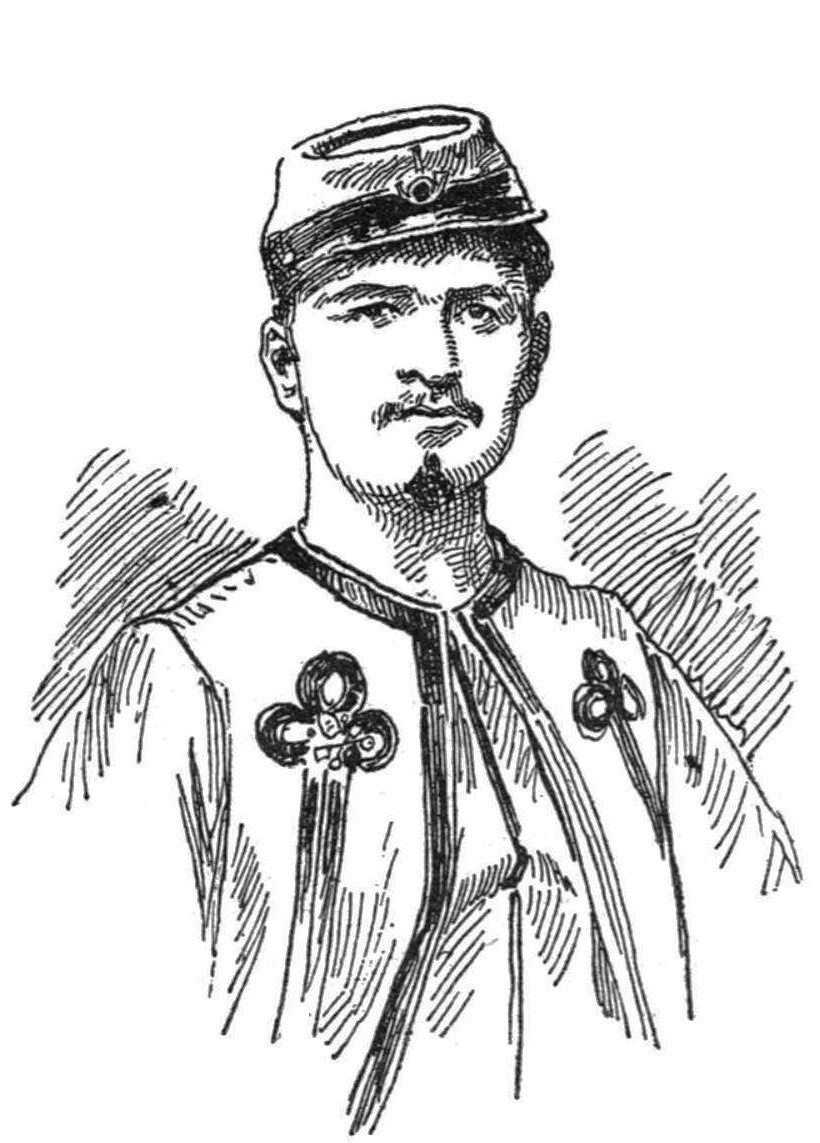
Théodore Garnier, zouave pontifical en 1870-71.

Théodore Garnier est le fils de Marie-Rose Desert et de Jean Garnier, un humble journalier du hameau des Champs-Saint-Martin, à Condé-sur-Noireau. Il a plusieurs frères, dont Léon Garnier (18..-1927), qui sera également prêtre.
Théodore est encore mineur lorsqu'il prend part à la Guerre franco-allemande de 1870-1871 dans les rangs des zouaves pontificaux du général de Charette, ce qui lui vaudra, de nombreuses années plus tard (1912), la médaille commémorative de la guerre 1870-1871.
Ordonné prêtre en 1874, il est nommé vicaire de la paroisse Saint-Sauveur et aumônier du pensionnat Saint-Joseph de Caen. Prédicateur talentueux et volontiers provocateur, il s'attire les foudres de la bourgeoisie locale et prend le parti des ouvriers. Pour ces derniers, il conçoit un bureau de placement ainsi qu'une banque populaire, et tente de créer une Association chrétienne de l'industrie et des arts et métiers, de tendance corporatiste. Orateur attitré des Cercles catholiques d'ouvriers et désigné « missionnaire apostolique » par le pape Léon XIII, son action se consacre essentiellement au rapprochement de l’Église catholique et du monde ouvrier. Ses prêches attirent de nombreux fidèles mais provoquent également des désordres et des bagarres avec les militants anticléricaux, comme en janvier 1888 à la cathédrale de Rouen,.
En 1888, l'abbé Garnier devient l'un des rédacteurs du journal catholique La Croix. Obtempérant à l'encyclique Au milieu des sollicitudes, il se montre l'un des plus fervents partisans du ralliement des catholiques à la République tout en prônant, dans le sillage de l'encyclique  Rerum novarum, une forme de socialisme chrétien. Ces prises de position progressistes coexistent avec un discours nettement antisémite. Vers fin juillet 1890, Pierre Martinet, militant anarchiste et fondateur de l'anarchisme individualiste, l'invite pour qu'ils puissent débattre de la religion - Sébastien Faure se joint à Martinet mais ses interventions sont moins bien reçues par le public,.
En 1891, après avoir dirigé l'œuvre de l'Action sociale catholique, il anime la Ligue de l’Évangile.
Entre la fin de l'année 1892 et celle de l'année 1893, Garnier lance une nouvelle organisation, l'Union nationale, et quitte La Croix pour fonder à Paris son propre journal, Le Peuple français. Entre 1895 et 1898, l'Union nationale prend une ampleur considérable, organisant de nombreuses réunions et des congrès nationaux. Elle constitue alors l'un des principaux groupements cléricaux et nationalistes. Garnier a pour proche collaborateur l'abbé Émile Ract, qui publiera un essai sur lui.
Touchant des subsides royalistes malgré son républicanisme sincère, Garnier aide Jules Guérin à réorganiser la Ligue antisémitique et collabore avec la Jeunesse antisémitique d’Édouard Dubuc, avant de prendre ses distances avec ces mouvements antisémites à partir de 1897.
En 1893, il achète l’ancien rendez-vous de chasse des ducs d’Enghien, situé derrière l’actuelle mairie de Montmagny, pour y fonder la Maison du Sacré-Cœur, conçue comme un lieu de retraite spirituelle. Débordant d’activités, l’abbé Garnier confiera la direction de l’établissement à son frère Léon, qui deviendra curé de Montmagny en 1908. Devenue plus tard un séminaire des vocations tardives, elle appartient aujourd'hui à la commune et constitue le « pôle Pergame ».
Fin 1893, il achète un terrain près de l'église Notre-Dame de Clignancourt et y fait édifier un cercle ouvrier catholique. Inaugurée en mai 1894, la « Maison du peuple français », sise au no 42 de la rue Hermel, est vue, non sans raisons, comme une provocation cléricale par les socialistes de la Maison du peuple de l'impasse Pers.
Les engagements politiques de l'abbé Garnier l'amènent à poser sa candidature à plusieurs occasions. Lors de l'élection législative de 1893 dans la deuxième circonscription du 18e arrondissement de Paris, quartier populaire, il obtient un score très honorable et parvient à mettre le socialiste Gustave Rouanet en ballotage. Il se présente également à une législative partielle en novembre-décembre 1895 à Cherbourg, où sa candidature fait concurrence à celle du rallié Adrien Liais, facilitant ainsi malgré lui l'élection du républicain Albert Le Moigne au siège laissé vacant par Cabart-Danneville.
Ces activités politiques lui attirent de nombreux ennemis, à l'extrême gauche comme à l'extrême droite. En mai 1894, une bombe est déposée devant l'entrée de son domicile, au deuxième étage du no 17 de l'avenue Niel, mais le concierge parvient à en empêcher l'explosion.
Après avoir adhéré à l'Action libérale, qui absorbe bientôt les troupes de l'Union nationale, Garnier quitte le Peuple français en 1908.
Au cours des années 1910, il fait moins parler de lui. Pendant la Première Guerre mondiale, il sert avec le grade de sergent dans l'armée territoriale.
Théodore Garnier meurt à Montmagny le 21 ou le 22 août 1920. Le 25 août, après des obsèques célébrées par son frère Léon, curé de Montmagny, en présence de nombreux délégués de ses œuvres et du chanoine Cantrel, représentant de l'évêque de Versailles, il est inhumé au cimetière de cette ville, où l'absoute est donnée par l'abbé Tressy, curé de Montmorency.

## Publications
- Résumé des conférences données à La Charité de Caen, par M. l'abbé Garnier, aux zélatrices des saints cœurs de Jésus et de Marie, Caen, impr. de Vve A. Domin, 1886.
- L'Apostolat des petits enfants, manière d'opérer leur première formation chrétienne, Paris, Propagande catholique, 1888.
- Méthode à suivre pour refaire en France une société chrétienne, Nîmes, impr. de Lafare frères, 1890.
- Le Programme social de M. l'abbé Garnier, Paris, impr. de Petithenry, 1890.
- La Réforme des études classiques, Paris, 1891.
- La Question sociale et ses diverses solutions, Évreux, impr. de L. Odieuvre, 1893.
- Cours de pastorale ou questions sociales au point de vue du ministère sacerdotal dans les temps modernes, Paris, aux bureaux du Peuple français, 1894.
- Le Saint Évangile de Jésus-Christ (concordance des quatre Évangiles), avec les Actes des Apôtres, édition illustrée, annotée notamment au point de vue social et national... suivie du Livre des élus, Paris, Desclée de Brouwer et Société Saint-Augustin : Ligue de l’Évangile, 1903.
- L'Église dans ses rapports avec l'enfant, Périgueux, impr. de Cassard jeune, 1904.

Préfaces
- Roger Des Fourniels, Vie de Jean-Baptiste Laroudie, le saint ouvrier de Limoges, Limoges, impr. de A. Herbin, 1890.
- A. Dessaine, Le Clergé français au XXe siècle, Paris, Bloud et Barral, 1897.
- Pèlerinage national, août 1899. 70,000 hommes à Lourdes, Paris, 1899.